# (19293) Dedekind
(19293) Dedekind (1996 OF) – planetoida z grupy pasa głównego asteroid okrążająca Słońce w ciągu 3,42 lat w średniej odległości 2,27 j.a. Odkryta 18 lipca 1996 roku.